# Леточки
Ле́точки (укр. Літочки) — село, входит в Зазимскую сельскую общину Броварского района Киевской области Украины.
Население по переписи 2001 года составляло 422 человека. Занимает площадь 1,84 км².

## Местный совет
07410, Киевская обл., Броварский р-н, Леточки, ул. Красноармейская

## Галерея

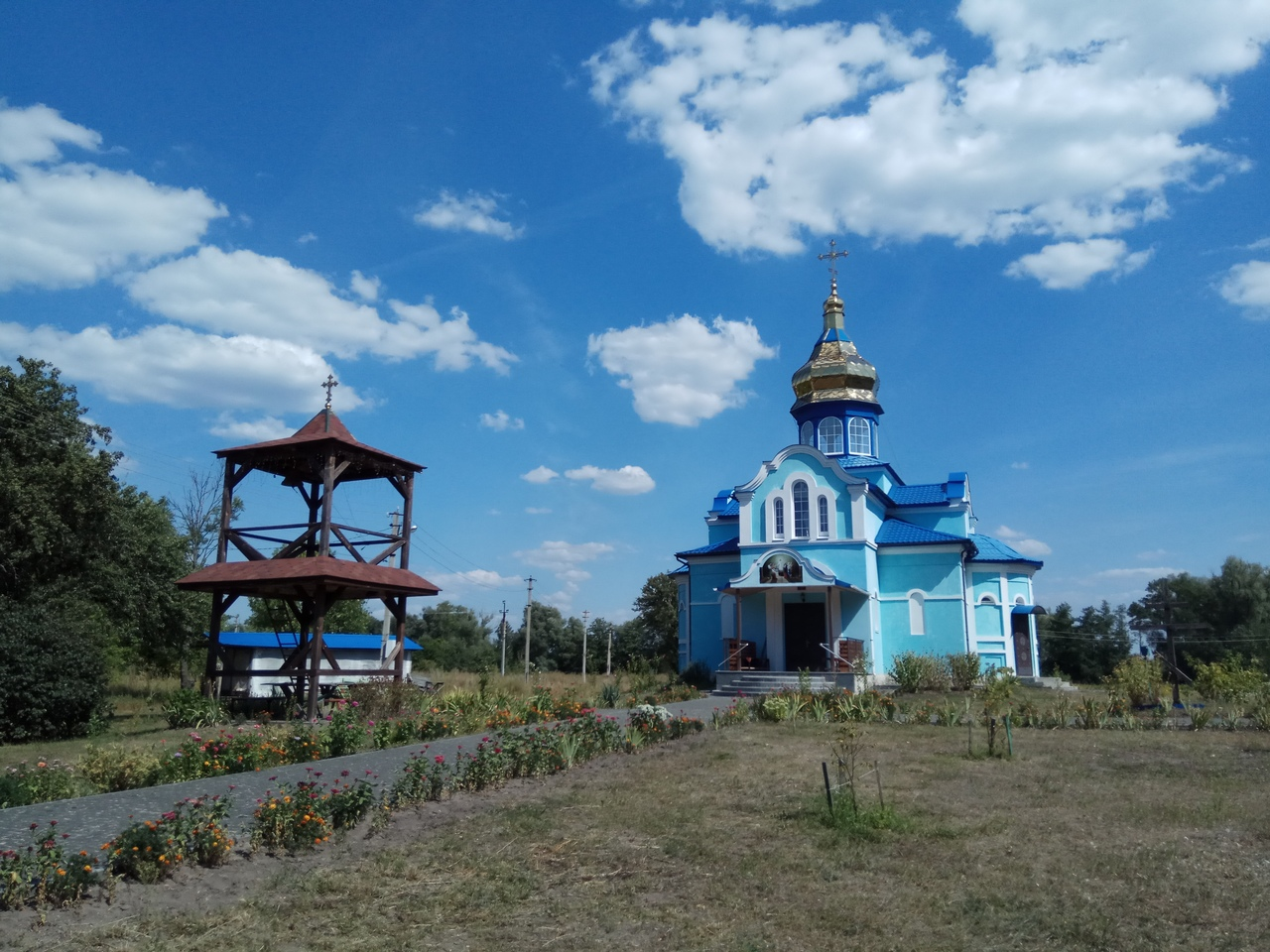
Свято-Успенский храм УПЦ КП
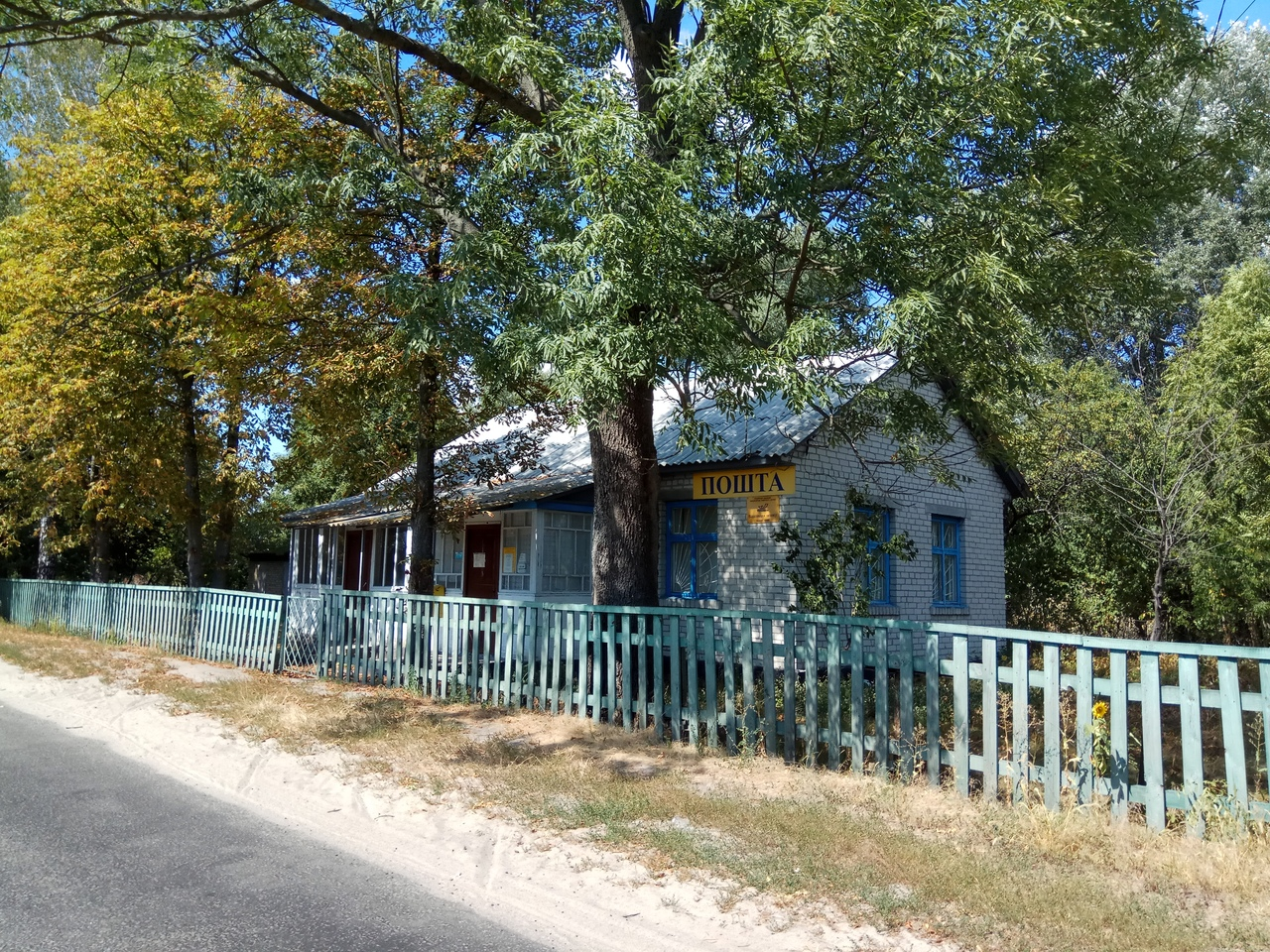
Почта
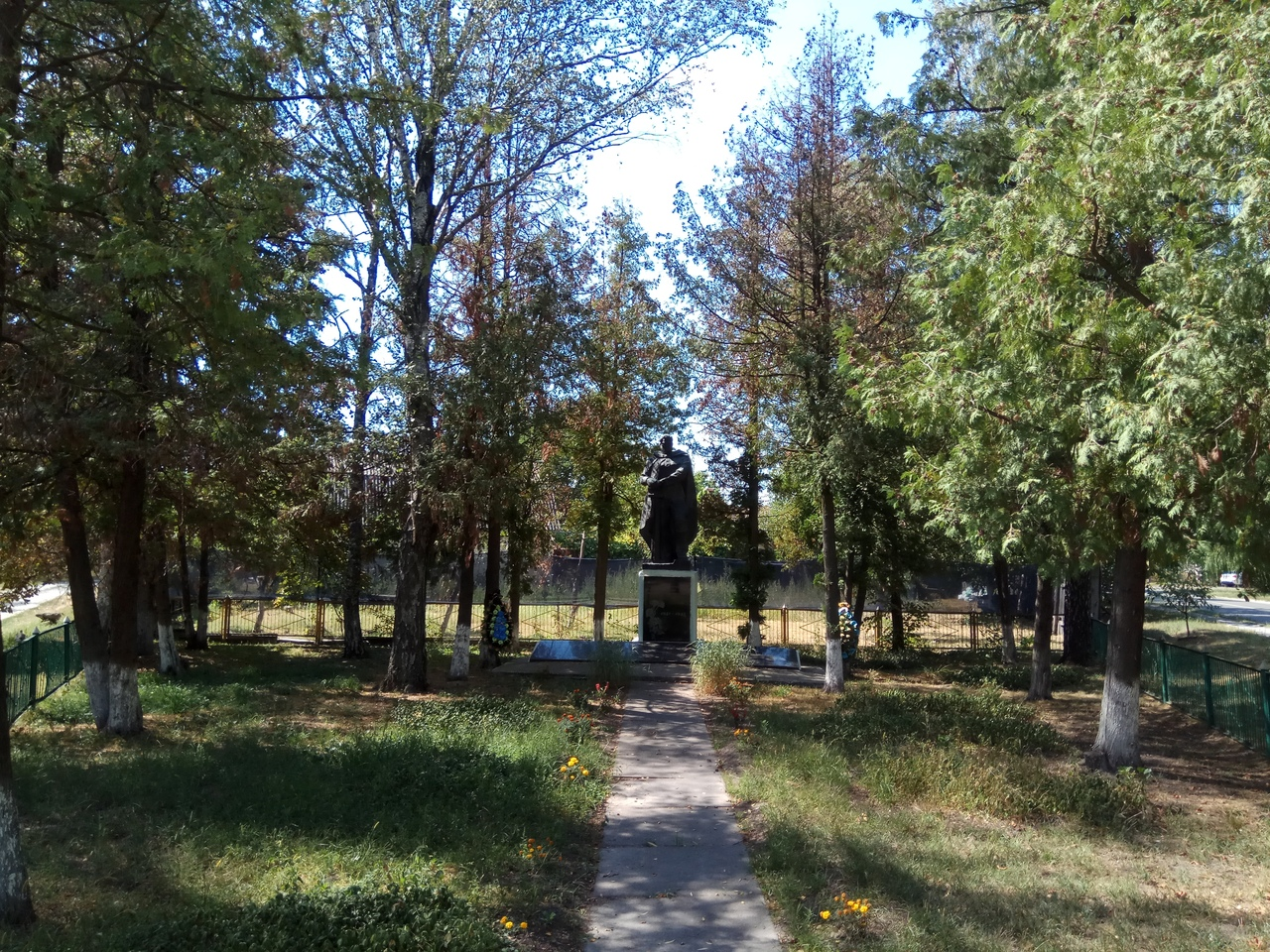
Памятник советским воинам, погибшим в Великой Отечественной войне